# Гаугель, Иван Христианович
Иван Христианович Гаугель (июнь 1882, под Одессой — 5 мая 1933, Горький) — советский хозяйственный деятель, комиссар Центроброни. Принимал участие в создании первого советского танка.

## Биография
Родился в июне 1882 года под Одессой в семье портного. Трудовую жизнь начал рано — учеником слесаря. Служил на Черноморском флоте, где в 1905 году вступил в партию большевиков.
Во время беспорядков 1905 года участвовал в восстании на крейсере «Очаков».
В 1914 году после начала Первой мировой войны был призван служить на Черноморский флот. После начала Гражданской войны командовал бронепоездом, участвовал в боях против УНР и Добровольческой армии.
Позднее был отправлен на завод «Красное Сормово» в качестве представителя Центроброни в звании комиссара. На заводе следил за тем, как «одевают в металл» суда волжской флотилии, а затем курировал производство бронепоездов. Всего под его руководством были построены 30 бронепоездов и подготовлены все суда волжской флотилии.
После 10 августа 1919 года, когда завод «Красное Сормово» был выделен как специальное предприятие по изготовлению танков, стал курировать их производство. Проблемы, возникавшие при производстве танков, особенно первого, решал при помощи личного маузера, чем нередко мешал рабочему процессу. Однако «его несуразная фигура в кожаной куртке с неизменным маузером на боку» помогала при разговорах со смежниками. Выражалось это в том, что он, в случае возникновения разногласий, брал одного из смежников в заложники и запирал до тех пор, пока не вырабатывалось решение, устраивавшее всех.

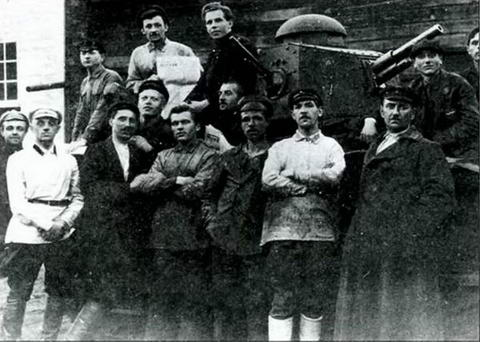
И. Х. Гаугель (крайний справа внизу) с создателями первого советского танка.

 Несмотря на это, работа по созданию танков шла медленно. Только в мае 1920 года работа пошла на лад. Вызвано это было в частности тем, что И. Х. Гаугель добился в Центроброни распоряжения о премировании отличившихся работников, занятых на производстве танков, дополнительными пайками.
31 августа 1920 года был готов первый танк, а также произведено его испытание. 1 сентября И. Х. Гаугель послал В. И. Ленину телеграмму, в которой сообщил о постройке первого танка. Танк был назван «Борец за свободу товарищ В. И. Ленин» и отправлен в Москву, где приёмку нового танка осуществил лично Л. Д. Троцкий, который пожал руку И. Х. Гаугелю (впоследствии это едва не стоило жизни последнему). Всего под наблюдением И. Х. Гаугеля было выпущено 15 танков.
В 1923 году, взяв отпуск, Гаугель уехал в Батуми, где в это время проходил процесс по делу об убийстве в 1906 году Петра Петровича Шмидта (знаменитого революционера, известного как лейтенант Шмидт). В убийстве обвинялся Михаил Ставраки, с которым Шмидт был знаком с детства. Гаугель лично знал обоих, поэтому выступил свидетелем на суде. По итогам процесса Михаил Ставраки был расстрелян.
В конце 1920-х годов И. Х. Гаугель был назначен начальником цеха на Сормовском заводе. Однако, несмотря на то, что он был трудоголиком, его способности к руководству оставляли желать лучшего — цех, который он возглавлял, нередко проваливал производственный план. Вследствие этого И. Х. Гаугель сильно переживал, болел, и уже к 1930 году он был тяжело болен. Он запустил свою болезнь, так как не обращал на неё внимания, продолжая жить привычной жизнью, не выходя с завода по два—три дня.
22 марта 1932 года принял участие в качестве общественного обвинителя в судебном процессе над буксиром. В результате этого дела буксир приговорили стоять у причала, как памятник непрофессионализму. После этого дела по заводу стали гулять следующие строки: 
Гаугель не видит, видно,
Что до боли нам обидна
Каждая нотация.
Судят зря буксиры наши:
Не буксир, а плохо пашет
Коллективизация.
Скончался 5 мая 1933 года. Похоронен на Кооперативном кладбище в Горьком.

## Память
- В 1971 году Пионерский переулок в Сормовском районе Горького был переименован в его честь[3]. Аналогичное название получила и остановка, расположенная на этой улице[8].
- В 2015 году обновлён памятник, расположенный на могиле Гаугеля, находящейся на Кооперативном кладбище[7].
- Имя Гаугеля также носит планируемая станция метро в Нижнем Новгороде.